# Józef Grzegorz Chłopicki
Józef Grzegorz Chłopicki, francoski general poljskega rodu, * 14. marec 1771, † 30. september 1854. Poljski general.